# Dyanne Bito

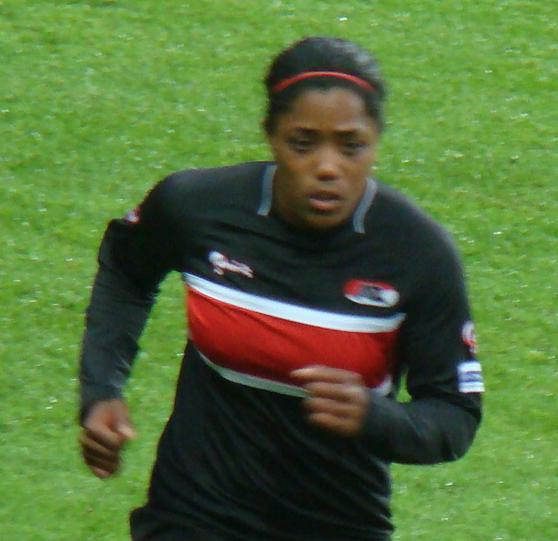
Dyanne Bito

Dyanne Mary Christine Bito (* 10. August 1981 in Curaçao, Niederländische Antillen) ist eine niederländische Fußballspielerin. Seit der Saison 2008/09 ist sie für das Team von AZ aus Alkmaar in der Eredivisie aktiv. 

## Vereinskarriere
Bito begann als Stürmerin, spielte später im Mittelfeld und wird heute als Abwehrspielerin meist auf der Position der rechten Verteidigerin eingesetzt. Ihre ersten Vereine waren Geel-Wit (von 1994 bis 1998) und TYBB aus Haarlem, von wo sie 2000 zur ASV Wartburgia wechselte. Mit dem Team aus Amsterdam spielte sie in der Hoofdklasse, der damals höchsten Frauenspielklasse. Von 2004 bis 2007 war sie beim deutschen Bundesligisten Heike Rheine unter Vertrag; in den drei Spielzeiten erzielte sie 30 Treffer in 63 Begegnungen. Nach dem Abstieg der Westfälinnen ging sie 2007 zu ADO Den Haag in die neu gegründete Eredivisie. Nach nur einer Spielzeit, in der sie bei 16 Einsätzen drei Treffer erzielte, wechselte sie 2008 zum Meister AZ aus Alkmaar. Hier kam sie in allen Saisonspielen zum Einsatz und trug mit zwei Toren dazu bei, dass AZ den Meistertitel erfolgreich verteidigte. Auch in der Saison 2009/10 waren die Alkmarer mit Bito bestes Team der Eredivisie; in der Saison 2010/11 wurde die Frauschaft Dritte.

## Nationalmannschaft

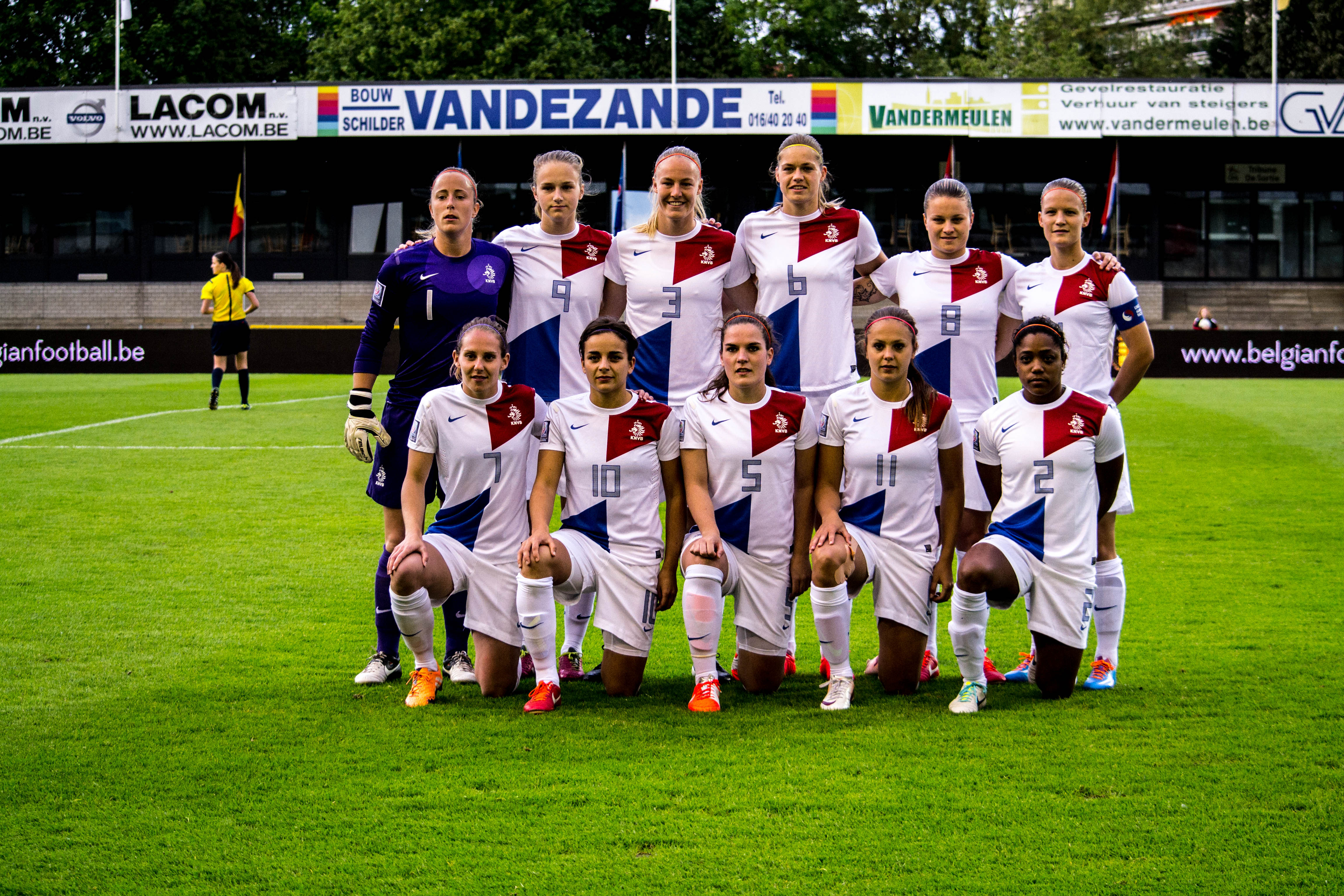
Bito (Nr. 2) mit der Elftal am 7. Mai 2014 vor dem Spiel gegen Belgien

Am 14. Oktober 2000 gab Bito beim 3:0-Sieg gegen Ungarn ihr Debüt in der Nationalmannschaft. Mit Oranje gewann sie bei der Universiade 2001 in Peking die Silbermedaille. Sie gehörte zum Kader der Niederländerinnen bei der EM-Endrunde in Finnland, die bis ins Halbfinale vordrangen. Am 6. Juni 2010 absolvierte sie  gegen Belgien ihr 100. Länderspiel. Bis zum 17. Juni 2013 hat sie in 139 Spielen das Oranje-Trikot getragen. Sie stand auch im Kader für die EM 2013 und kam in allen drei Gruppenspielen zum Einsatz, schied mit ihrer Mannschaft aber bereits nach der Vorrunde aus.

## Erfolge

### Im Verein
- Niederländischer Meister 2009, 2010 (AZ Alkmaar)

### Mit der Nationalmannschaft
- Silbermedaille bei der Universiade 2001
- EM-Halbfinale 2009